# الحزب الليبرالي (بيرو)
الحزب الليبرالي (بالإسبانية: Partido Liberal)‏، كان حزبا سياسيا في بيرو. أسسه في عام 1901 أوجوستو دوراند مالدونادو.